# Mamma o papà?
Mamma o papà? é um filme de comédia italiana de 2017 dirigido por Riccardo Milani.
É um remake do filme francês Papa ou Maman.

## Sinopse
Um casal em processo de divórcio luta pela custódia dos três filhos: nenhum dos dois quer. Mamãe quer deixá-los para o papai e vice-versa. 

## Elenco
- Antonio Albanese como Nicola Vignali
- Paola Cortellesi como Valeria Mozzati
- Carlo Buccirosso como Gianrico Bertelli
- Matilde Gioli como Melania
- Luca Angeletti como Giorgio
- Roberto De Francesco como Federico
- Stefania Rocca como Sonia
- Claudio Gioè como Furio
- Marianna Cogo como Viola
- Luca Marino como Matteo
- Alvise Marascalchi como Giulietto